# Logo (Plesio)
Logo (Lugh /ˈluːk/ nel dialetto locale) è la più piccola e la più declive frazione del comune di Plesio, se si esclude la piccolissima e precedente (arrivando da Menaggio) frazione de Il Piazzo.
Ospita il monumento che nella tradizione è ritenuto il più antico del comune di Plesio: l'oratorio di San Sebastiano.
Controversa è l'origine toponomastica del nome, pur non essendoci studi specifici in proposito: qualcuno lo fa derivare dal greco "λογος - logos" ipotizzando un'origine coloniale sotto la dominazione romana, come riferisce Strabone, altri assimila il nome dialettale Lugh alla vicinanza col lago di Como, in dialetto lagh.

Suggestiva invece è l'ipotesi secondo cui il toponimo possa essere legato al dio Lugh, il luminoso esperto in mille arti, delle popolazioni celtiche preromane. Il culto a questo dio era molto diffuso, basti pensare che diede il nome anche a Lugano e a Lugdunum, l'odierna Lione. Lugh veniva associato dai romani al dio Mercurio, il dio dei commerci. Infatti da qui passava una variante dell'Antica Via Regina, la strada che collegava Comum con i paesi transalpini dopo aver oltrepassato il lago ed i valichi alpini dello Spluga e del Maloia. Il tratto Menaggio, Logo, Plesio e Breglia era una variante obbligata per quei commercianti o quegli eserciti che non volevano affrontare gli impervi pendii del Sasso rancio a precipizio sul lago. Facile quindi ipotizzare che qui ci fosse una cappella votiva o più semplicemente un luogo di culto legato a Lugh, divenuto in seguito alla diffusione del cristianesimo luogo di culto dedicato a San Sebastiano. La sostituzione di una divinità pagana con un santo cristiano, che ne rilevasse puntualmente le caratteristiche protettive, fu presente non solo tra i romani, ma anche con l'espandersi della nuova religione cristiana. 

Uno scavo o studio archeologico sul luogo della chiesetta potrebbe confermare l'ipotesi.